# Joe Romano
Joe Romano (* 17. April 1932; † 26. November 2008) war ein US-amerikanischer Jazz-Saxophonist.
Joe Romano spielte ab Ende der 1950er-Jahre in den Bigbands von Woody Herman, Buddy Rich, Louie Bellson, ferner mit Wynton Kelly, Sam Jones, Billy Higgins, Art Pepper, Chuck Mangione, Barry Harris und Sonny Stitt; 1969 arbeitete er als Sessionmusiker für James Brown. 1987 nahm er unter eigenem Namen mit Frank Strazzeri auf. Romano wirkte im Bereich des Jazz bei 48 Aufnahmesessions mit, u. a. auch mit Maxwell Davis, Sam Noto, Bill Watrous, Conte Candoli, Pete Jolly, und zuletzt 2004 bei Joe Magnarelli. Er starb 2008 im Alter von 76 Jahren.